# Estońska Partia Koalicyjna
Estońska Partia Koalicyjna (est. Eesti Koonderakond, EK) – estońska centrowa, postkomunistyczna i liberalna partia polityczna, działająca w latach 90.

## Historia
Partię pod koniec 1991 założył Tiit Vähi. Do nowego ugrupowania przyłączyło się wielu działaczy dotychczasowej nomenklatury komunistycznej.
Na początku 1992 lider ugrupowania objął stanowisko p.o. premiera w rządzie przejściowym. Po wyborach parlamentarnych w tym samym roku ugrupowanie przeszło do opozycji. Trzy lata później Estońska Partia Koalicyjna stała się głównym uczestnikiem bloku Koalicja i Unia Ludowa, który wygrał wybory do Riigikogu. W ciągu kolejnych czterech lat współtworzyła trzy gabinety kierowane przez jej działaczy – dwa rządy Tiita Vähiego (1995, 1995–1997) i jeden Marta Siimanna (1997–1999). W 1998 została obserwatorem w Międzynarodówce Liberalnej.
W wyborach w 1999 Estońska Partia Koalicyjna uzyskała znacząco niższe poparcie, wprowadzając tylko 7 posłów do parlamentu. Wkrótce zaprzestała działalności, a w 2001 została oficjalnie rozwiązana.
Liderami byli Tiit Vähi (1994–1997), Mart Siimann (1997–1999), Andrus Öövel (1999–2000) i Märt Kubo (2000–2001).

## Wyniki wyborcze
Wybory do Zgromadzenia Państwowego:
- 1992: 13,6% głosów, 17 mandatów – kartel wyborczy pod nazwą Bezpieczny Dom (Kindel Kodu)
- 1995: 32,2% głosów, 41 mandatów – kartel wyborczy pod nazwą Koalicja i Unia Ludowa (Koonderakond ja Maarahva Ühendus)
- 1999: 7,6% głosów, 7 mandatów